# Burmester Audiosysteme GmbH
Burmester Audiosysteme GmbH — германский производитель аудиотехники класса High End, основанный в 1977 году Дитером Бурместером (нем. Dieter Burmester) и Удо Бессером (нем. Udo Beßer). 
Офис и производство находятся в Берлин-Шёнеберге.
Все устройства Burmester сделаны вручную. Компания является поставщиком аудиосистем для автомобилей Mercedes-Benz и Porsche, Bugatti, Ferrari.

## История компании
Будучи музыкантом, Дитер Бурместер, уже с раннего возраста, видел свою цель в том, чтобы воспроизводить музыку как можно более естественно и без искажений с помощью своих аудиокомпонентов и акустических систем.
Первый агрегат был изготовлен из-за неисправного предварительного усилителя. Поскольку товары, представленные на рынке, не соответствовали его требованиям, он создал собственный предварительный усилитель Модель «777» из деталей от медицинского оборудования, которое в то время он производил в своем собственном конструкторском бюро. Burmester Audiosysteme GmbH было основано в 1978 году. Поскольку предусилитель Модель «777» оказался неожиданно успешным, Дитер захотел вывести на рынок первый усилитель мощности Hi-Fi с симметричной маршрутизацией сигнала. Это было новшеством для мира Hi-Fi, поэтому вначале было очень трудно убедить журналистов и продавцов аппаратуры в этом продукте.
В 1980 году компания Burmester разработала Модель «808» и выпустила первый в мире модульный предусилитель.
Дальнейшими вехами являются полностью симметричная обработка сигналов, впервые использованная в 1983 году, сигнальный тракт связанный постоянным током от звукоснимающей системы до громкоговорителя, опубликованный в 1987 году, и дистанционное управление громкостью через релейную схему, разработанную в том же году.
В 1991 году компания впервые выпустила проигрыватель компакт-дисков с ременным приводом. С 1994/95 года в ассортимент компании Burmester также входят акустические колонки, где (нем. de:Air Motion Transformer) разновидность магнитостатических динамиков используются в качестве пищалок, и шасси для динамиков среднечастотного диапазона диаметром 17 см имеют непривычно большие размеры. Также в 1994 году компания Burmester разработала универсальное решение очистки от помех электросети.
В настоящее время производитель также предлагает встраиваемые динамики и полную систему.
Начиная с 1978 года продукты получают хромированный дизайн, характерный для производителя, который многократно копировался и даже попал в Музей современного искусства в Нью-Йорке.
На выбор предлагаются четыре линейки продуктов: Classic Line, Top Line, Reference Line und Signature Line.
До сих пор все устройства разрабатываются в Берлине, изготавливаются вручную и продаются дилерам примерно в 50 странах на 5 континентах. Поставщиками большинства компонентов является Германия. Burmester Audiosysteme GmbH является участником проекта инициатива немецких мануфактур.
После смерти Дитера Бурместера главой компании стала его вдова Марианна Бурместер. . С января 2017 г. Андреас Хенке взял на себя роль оперативного управляющего компанией Burmester Audiosysteme GmbH.

## Burmester в автомобилестроении
Начиная с 2003 года Burmester Audiosysteme GmbH занимается разработкой Hi-Fi-систем для автомобилей.
Компания началась со звуковой системы для Bugatti Veyron.
С появлением Porsche Panamera в 2009 году аудиосистема Burmester High End Surround Sound System была представлена в качестве дополнительного звукового оборудования на Porsche. В последующие годы стало возможным за дополнительную плату заказать систему Burmester также и для других моделей.
В 2009 году началось партнерство в области развития между Burmester и Mercedes-Benz. Вместе они разработали две новые аудиосистемы, специально для S-Class. А позже и другие звуковые системы для C-Class, V-Class, E-Class и G-Class . В рамках партнёрства также создаются звуковые системы для Mercedes-AMG GT и для Mercedes - Maybach S-Class.
Звуковые системы Burmester в Porsche и Mercedes дают возможность установки трёх основных вариантов: Pure, Smooth и Live. В настоящее время 3D Modus выпускается только для Mercedes S-Klasse и для Porsche Panamera.

## Награды
Компания Burmester получила много наград, присужденных аудиожурналами за качество воспроизведения и контроль производства, как в Германии, так и далеко за её пределами.
| Устройство                                            | Награда                                                                        |
| ----------------------------------------------------- | ------------------------------------------------------------------------------ |
| Burmester 808 MK 5 Pre Amplifier (недоступная ссылка) | Golden Ear Award (The Absolute Sound) 2000                                     |
| Burmester 077 Pre Amplifier (недоступная ссылка)      | 1. Preis Audio: Goldenes Ohr 2010 (недоступная ссылка)                         |
| Burmester B 20 (недоступная ссылка)                   | 3. Preis Stereoplay: Leserwahl Stereoplay Highlights 2010 (недоступная ссылка) |